# Меликов, Мамед-Паша Мамед-Гусейн оглы
Мамед-Паша Мамед-Гусейн оглы Меликов (азерб. Məmmədpaşa Məmmədhüseyn oğlu Məlikov; 7 января 1912, Баку — ?) — советский азербайджанский машиностроитель, Герой Социалистического Труда (1966).

## Биография
Родился 7 января 1912 года в городе Баку Бакинской губернии (ныне столица Азербайджана).
Участник Великой Отечественной войны. Служил в звании сержанта в 25-й гаубичной артиллерийской бригаде. Участвовал во взятии Будапешта.
С 1930 года — рабочий, с 1946 года — сборщик форм машиностроительного завода имени лейтенанта Шмидта. С 1968 года — мастер конструкторско-технологической фирмы «Новатор» при Азербайджанского СПС. Отличился при выполнении заданий семилетнего плана.
Указом Президиума Верховного Совета СССР от 25 июня 1966 года за выдающиеся успехи в выполнении заданий семилетнего плана, высокое качество изделий и новаторство в работе Меликову Мамед- Паша Мамед-Гусейн оглы присвоено звание Героя Социалистического Труда с вручением ордена Ленина и золотой медали «Серп и Молот».
Активно участвовал в общественной жизни Азербайджана. Член КПСС с 1944 года.